# Шкоція (Підляське воєводство)
Шкоція (пол. Szkocja) — село в Польщі, у гміні Рачки Сувальського повіту Підляського воєводства.
Населення — 288 осіб (2011).
У 1975-1998 роках село належало до Сувальського воєводства.

## Демографія
Демографічна структура станом на 31 березня 2011 року:
|          | Загалом | Допрацездатний вік | Працездатний вік | Постпрацездатний вік |
| -------- | ------- | ------------------ | ---------------- | -------------------- |
| Чоловіки | 132     | 21                 | 93               | 18                   |
| Жінки    | 156     | 28                 | 88               | 40                   |
| Разом    | 288     | 49                 | 181              | 58                   |